# Bill Haugland
Pour les articles homonymes, voir Haugland.
 (novembre 2017).
Si vous disposez d'ouvrages ou d'articles de référence ou si vous connaissez des sites web de qualité traitant du thème abordé ici, merci de compléter l'article en donnant les références utiles à sa vérifiabilité et en les liant à la section « Notes et références ».
Bill Haugland est un journaliste et animateur de télévision canadien (québécois). Il était jusqu'en novembre 2006 le chef d'antenne de CFCF sur le réseau CTV avec Mutsumi Takahashi.
Natif de Montréal, il fait ses études à l'Institut Ryerson et à l'Université Concordia. Membre de l'Association canadienne des diffuseurs, il se joint à CFCF en 1961.
Pendant sa longue carrière, il a notamment couvert l'Expo 67 et la crise d'octobre. Chef d'antenne depuis 1977, il a aussi animé l'émission d'affaires publiques As It Is pendant dix-sept ans.
Son journal télévisé s'intitule Pulse NEws. Depuis 2003, il anime aussi l'émission d'affaires publiques On Assignment. 
En novembre 2006, il prend sa retraite, car il trouve le trajet entre l'État du Vermont et la ville de Montréal trop éprouvant. Il est remplacé par Brian Britt, autre vétéran de CTV.